# Jogo eletrônico baseado em ladrilho

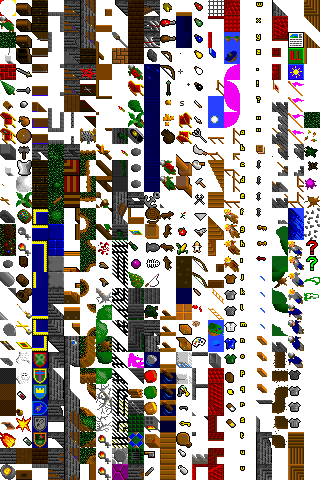
Ladrilhos utilizados em um jogo.

Um jogo eletrônico baseado em ladrilho é uma técnica de desenvolvimento de jogo eletrônico onde o cenário é composto por pequenas imagens quadradas, retangulares ou hexagonais, chamadas de ladrilhos, ou o seu termo em inglês tiles. O total de ladrilhos disponíveis para compor o cenário é chamado de tileset. Os ladrilhos são espalhados pelos cenário em formato de grades em uma forma semelhante a construção de tijolos em uma parede, alguns ladrilhos também podem ser colocados por cima dos outros, dando uma impressão de profundidade. A maioria dos jogos que utilizam ladrilhos dão em 2D podendo ter visão de cima para baixo ou isométrica.
Os cenários são gerados através de vetores bidimensionais onde cada célula armazena a informação do ladrilho correspondente, as vantagens de se usar esta técnica estão pelo fato dela precisar de pouca memória para criar grandes cenários, pois eles são gerados através da cópia dos ladrilhos, também pode ser usados metadados para armazenar características como colisão, danos, etc. Alguns jogos em 3D utilizam técnicas de renderização de cenário semelhantes ao dos ladrilhos em 2D.
Alguns exemplos de jogos que utilizam a técnica são The Legend of Zelda (NES), Super Mario Bros. (NES), Shining Force (Mega Drive) Final Fantasy VI (SNES). Com hexágonos existe o The Battle for Wesnoth.

## História

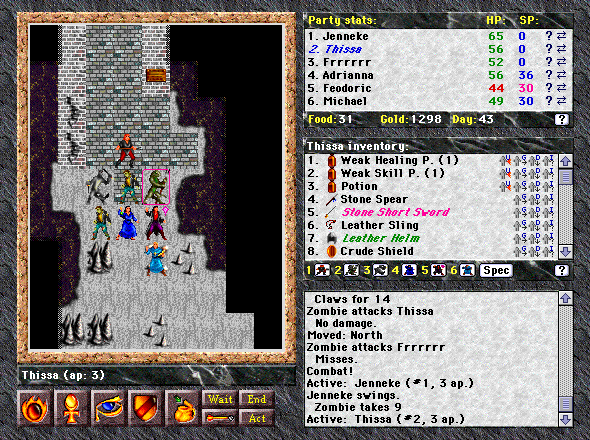
Jogo Blades of Exile com cenários feitos através de ladrilhos.

O primeiro jogo a utilizar ladrilhos foi o Galaxian de 1979 com ladrilhos de 8x8 pixels, os ladrilhos utilizavam 64 vezes menos memória que um sem ladrilhos. O console Intellivision utilizava um modelo baseado em ladrilhos para a programação dos seus jogos como uma forma de seus jogos caberem em seus cartuchos de 4 KB de memória.
A técnica se tornou popular a partir da terceira geração de consoles principalmente para jogos de plataforma, RPG e estratégia.